# Mobile Kontroll- und Überwachungseinheit
Als Mobile Kontroll- und Überwachungseinheit (kurz: MKÜ) werden Einheiten der Bundespolizei innerhalb einer Bundespolizeidirektion bezeichnet. Es handelt sich um Polizeivollzugsbeamte, welche den Bundespolizeidirektionen angehören und ähnlich den Einsatzeinheiten der Bundesbereitschaftspolizei (Einsatzzüge und Einsatzhundertschaften) gegliedert sind. Eine Ausnahme bildet die MKÜ der Bundespolizeidirektion Berlin, welches als einzige unmittelbar der Bundespolizeiinspektion Polizeiliche Sonderdienste angegliedert ist. Aufgrund von Fortbildungsständen, Ausrüstung und Mannstärken wird die MKÜ nicht immer vollumfänglich wie Einheiten der Bundesbereitschaftspolizei eingesetzt. Zur Unterscheidung von Einheiten der Bundesbereitschaftspolizei ist die Schriftfarbe der Rückenkennzeichnung schwefelgelb gehalten.

## Organisationsstruktur
Von den elf Bundespolizeidirektionen besitzen neun eine MKÜ. Die Bundesbereitschaftspolizei und die Bundespolizeidirektion 11 benötigen aufgrund ihrer Struktur keine eigene MKÜ.
Eine MKÜ ist ähnlich einer Hundertschaft organisiert (Stärken variieren je nach Direktion), die sich in Züge unterteilt. Die Züge teilen sich wiederum in Gruppen bzw. einzelne Trupps. Bei besonderen Einsatzlagen oder Großlagen können sich mehrere MKÜ-Züge zu einer Hundertschaft zusammenschließen.
Die Mobile Kontroll- und Überwachungseinheiten sind an den folgenden Standorten ansässig:
- Bundespolizeidirektion Bad Bramstedt (BBS): Rostock, Stralsund, Bad Bramstedt
- Bundespolizeidirektion Hannover (H): Hannover, Hamburg, Bremen
- Bundespolizeidirektion Sankt Augustin (STA): Köln, Mönchengladbach, Essen, Kamen[3]
- Bundespolizeidirektion Koblenz (KO): Koblenz, Bexbach, Rüsselsheim
- Bundespolizeidirektion Stuttgart (S): Sindelfingen, Radolfzell, Freiburg im Breisgau, Karlsruhe
- Bundespolizeidirektion München (M): Rosenheim, München, Schwandorf, Nürnberg
- Bundespolizeidirektion Pirna (PIR): Dresden, Leipzig, Chemnitz
- Bundespolizeidirektion Berlin (B): Berlin, Frankfurt (Oder), Forst
- Bundespolizeidirektion Flughafen Frankfurt am Main (FRA)

## Aufgabenspektrum
Die Einheit dient in erster Linie dazu, einzeldienstlich aber auch verbandspolizeilich schnell und flexibel polizeilich relevante Lagen im Zuständigkeitsbereich der jeweiligen Bundespolizeidirektion zu bewältigen. Bei Großlagen oder Anforderung durch andere Behörden und Dienststellen ist auch ein Einsatz im gesamten Bundesgebiet möglich.
Das Aufgabenspektrum umfasst hauptsächlich die Unterstützung der Dienststellen (Bahnhöfe, Flughäfen oder im Grenzgebiet) der jeweiligen Bundespolizeidirektion, der sie zugehörig sind. Weitere Aufgabenfelder der MKÜ sind:
- Einsätze anlässlich von Fußballspielen
- Einsätze anlässlich von Demonstrationen
- Unterstützung zuständiger Behörden bei Naturkatastrophen
- Wohnungsdurchsuchungen im Rahmen der Ermittlungsunterstützung
- Vollstreckung von Haftbefehlen
- Kfz-Kontrollstellen
- Rückführungen
- Hubschraubersprungfahndungen
- Erstmaßnahmen anlässlich Sonderlagen